# Maria-sama ga miteru
Maria-sama ga miteru (マリア様がみてる? lett. "La Vergine Maria vi guarda") è una serie di light novel scritta da Oyuki Konno e illustrata da Hibiki Reine, la cui prima pubblicazione risale al 1997 e il cui ventiquattresimo volume è stato pubblicato a fine marzo del 2006. Della serie è presente sia un adattamento in versione manga (dell'illustratore Satoru Nagasawa, pubblicato nel 2003), che una doppia serie di anime andate in onda su TV Tokyo nel 2004. Maria-sama ga miteru consta anche di diversi drama-cd, di due serie brevi di omake dal titolo Maria-sama ni wa naisho (マリア様にはないしょ? "Non ditelo a Maria-sama") ed una terza serie di Oav è stata trasmessa tra il 29 novembre 2006 e il 25 luglio 2007 in 5 episodi della durata di 50 minuti cadauno. Nel gennaio 2009 è uscita la quarta serie dell'anime, che comprende 13 episodi.
Il titolo della serie usa il verbo "guardare" (見?, mi), ma dato l'ambito religioso viene tradotto in inglese The Virgin Mary Watches Over Us e può essere reso in italiano anche come Maria veglia su di noi, Maria vi ausilia eccetera. Viene spesso abbreviato dai fan in Marimite (マリみて?).

## Trama
La storia si svolge presso l'istituto cattolico femminile Lillian e ruota intorno ad un gruppo di studentesse che fanno parte dello Yamayurikai, il Consiglio Studentesco della scuola. L'istituto femminile Lillian, fondato nel 1902, a Tokyo è una scuola fortemente elitaria, molto elegante e prestigiosa. Le studentesse che la frequentano vivono in un ambiente austero, calmo, dove l'eleganza, la quiete e il savoir-faire sono elementi fortemente apprezzati.
Pur essendo uno shōjo, Maria-sama ga Miteru presenta alcune caratteristiche peculiari:
- manca quasi del tutto il plot narrativo: la storia si incentra quasi esclusivamente sulle relazioni delle protagoniste durante la loro vita scolastica.
- la presenza di personaggi quasi esclusivamente femminili e il tipo di rapporto che fra questi si instaura fa rientrare la serie nel genere yuri, sebbene i sentimenti che si sviluppano fra le protagoniste siano più di tipo platonico, che non fisico.
- viene spesso utilizzato il francese, soprattutto nei titoli onorifici delle cariche delle varie studentesse.

Come anticipato, Maria-sama ga Miteru presenta innumerevoli elementi che lasciano intuire la connotazione yuri della serie. A partire dai costanti riferimenti al giglio (yuri, in giapponese vuol dire proprio giglio), senza dimenticare la presenza dello stesso termine all'interno del nome del Consiglio Studentesco appunto (Yamayurikai).
Nella storia sono spesso accennati degli elementi che lasciano intuire come dietro la relazione sorella maggiore/sorella minore vi possa essere dell'altro, sebbene i riferimenti più chiari siano presenti negli omake che accompagnano i DVD delle due serie animate.

## Terminologia
Durante la serie sono spesso utilizzati dei termini specifici, particolarmente in francese, la cui comprensione è importante per comprendere appieno le dinamiche con cui le studentesse del Lillian si relazionano l'una con l'altra.
- Petite sœur: è l'equivalente francese dell'italiano "sorella minore". Nella serie, è colei che stringe un legame formale con la grande sœur attraverso lo scambio dei rosari. Solitamente si tratta di una studentessa del primo anno che, a partire dal momento dello scambio dei rosari, ha l'obbligo di seguire le direttive della sua sorella maggiore.
- Grande sœur: equivalente francese di "sorella maggiore". Nella serie le sorelle minori utilizzano la forma giapponese onēsama per riferirsi alla loro grande sœur.
- Gokigenyō: è il tipico saluto, molto formale, che tradizionalmente apre e chiude gli incontri delle studentesse del Lillian.
- Sistema delle Sœurs: per tradizione, sebbene la pratica non sia ritenuta un obbligo, ogni studentessa del secondo e del terzo anno è invitata a prendere sotto la propria ala protettiva una studentessa più piccola, formalizzando l'avvenuto legame con la consegna a questa del proprio rosario. Lo scopo della creazione di questo vincolo rituale è quello di educare le studentesse più piccole alla vita rigida della scuola: la sorella maggiore diventa mentore della sorella minore ed è suo compito farle da guida nella vita scolastica. La relazione fra le due sorelle dura fino al diploma della grande sœur, anche se non è raro che essa perduri anche dopo la carriera scolastica.
- Yamayurikai: (ossia "società dei gigli di montagna") è il Consiglio Studentesco dell'istituto femminile Lillian. Unici membri effettivi sono le tre Rose, studentesse del terzo anno, che si spartiscono le cariche di presidente, vicepresidente, segretario e tesoriere. Data la grande quantità delle incombenze che esse si trovano a dover gestire, tuttavia, è pratica abituale che le Rose si facciano aiutare nel disbrigo degli affari quotidiani dai propri boutons, a loro volta affiancati dalle proprie sorelle minori. In totale, dunque, è possibile far salire l'organico dello Yamayurikai a ranghi completi da tre a nove membri.
- Famiglia della Rosa: sono in tutto tre e hanno come simbolo un tipo diverso di rosa ciascuna. Rispettivamente, ogni famiglia (Famiglia Rosa Chinensis, Famiglia Rosa Gigantea e Famiglia Rosa Foetida) è composta dalla Rosa, dal bouton e dalla petite sœur del bouton.
- Rosa: figura di grado massimo nello Yamayurikai. È a capo di una delle tre famiglie delle Rose, che compongono il Consiglio Studentesco. Al momento del diploma sarà la sua petite sœur, il cui passaggio allo stato di Rosa viene tradizionalmente confermato in occasione delle elezioni annuali, a prenderne il posto.
- Rosa en bouton: è la petite sœur di una Rosa, il cui titolo è reso dal termine francese per bocciolo.
- Rosa en bouton petite sœur: è la petite sœur di una Rosa en bouton. Si occupa di lavoretti di supporto per le studentesse degli anni superiori e provvede a mantenere pulita la Casa della Rosa.
- La Casa delle Rose: è l'edificio presso cui si riunisce lo Yamayurikai, teoricamente aperto a tutte le studentesse ma molto poco frequentato a causa dell'aura di ammirazione e di soggezione da cui sono circondate le Rose. La sua storia affonda le radici alle origini dell'istituto Lillian e, proprio come lo Yamayurikai, è considerato un simbolo di prestigio e di solidità.

### Yamayurikai
Del Consiglio studentesco fanno parte diverse studentesse, secondo le tabelle che seguono.

## Famiglie delle Rose

### Prima serie
|                              | Chinensis         | Gigantea     | Fœtida          |
| ---------------------------- | ----------------- | ------------ | --------------- |
| Rosa ~                       | Yōko Mizuno       | Sei Satō     | Eriko Torii     |
| Rosa ~ en bouton             | Sachiko Ogasawara | Shimako Tōdō | Rei Hasekura    |
| Rosa ~ en bouton petite sœur | Yumi Fukuzawa     | -            | Yoshino Shimazu |

### Seconda serie
|                              | Chinensis         | Gigantea     | Fœtida          |
| ---------------------------- | ----------------- | ------------ | --------------- |
| Rosa ~                       | Sachiko Ogasawara | Shimako Tōdō | Rei Hasekura    |
| Rosa ~ en bouton             | Yumi Fukuzawa     | Noriko Nijou | Yoshino Shimazu |
| Rosa ~ en bouton petite sœur | -                 | -            | -               |

### Terza serie (OAV)
|                              | Chinensis         | Gigantea     | Fœtida          |
| ---------------------------- | ----------------- | ------------ | --------------- |
| Rosa ~                       | Sachiko Ogasawara | Shimako Tōdō | Rei Hasekura    |
| Rosa ~ en bouton             | Yumi Fukuzawa     | Noriko Nijou | Yoshino Shimazu |
| Rosa ~ en bouton petite sœur | -                 | -            | -               |

### Quarta serie
|                              | Chinensis         | Gigantea     | Fœtida          |
| ---------------------------- | ----------------- | ------------ | --------------- |
| Rosa ~                       | Sachiko Ogasawara | Shimako Tōdō | Rei Hasekura    |
| Rosa ~ en bouton             | Yumi Fukuzawa     | Noriko Nijou | Yoshino Shimazu |
| Rosa ~ en bouton petite sœur | Tōko Matsudaira   | -            | -               |

## Personaggi

### Protagonisti
Mizuno Yōko
Calma e riservata, spesso imperturbabile, dotata di un perenne e malizioso sorriso che le campeggia sulle labbra, Yōko detiene il titolo di Rosa Chinensis nella prima serie dell'anime. È anche la grande sœur di Sachiko, nei confronti della quale si mostra sempre estremamente protettiva. Sebbene non vi siano che pochissimi indizi a sostegno della tesi, i fan del genere yuri sono convinti che Yōko provi dei forti sentimenti nei confronti di Sei.
Ogasawara Sachiko
È senza dubbio una delle due coprotagoniste della serie. Austera ed elegante, all'apparenza sempre fredda e irraggiungibile da tutti, Sachiko , in quanto petite sœur di Yōko, detiene il titolo di Rosa Chinensis en bouton nella prima serie dell'anime. Ne prenderà il posto, divenendo a tutti gli effetti Rosa Chinensis nella seconda serie. È anche la grande sœur di Yumi e nei suoi confronti mostra un forte attaccamento e chiari accenni di gelosia.
Fukuzawa Yumi
Petite sœur di Sachiko, è la protagonista indiscussa di Maria-sama ga Miteru. Perennemente insicura di sé a causa dell'adorazione che prova per Sachiko, ha tuttavia un carattere gentile e dolce che inaspettatamente le permette già dall'inizio della serie di infrangere quel muro di ghiaccio che isola l'erede degli Ogasawara dal resto del mondo. Nella seconda serie, mentre il suo legame con Sachiko si approfondisce portandola a scoprire lati di sé che non conosceva, diventa a tutti gli effetti Rosa Chinensis en bouton.
Satō Sei
Di sicuro il personaggio più atipico dell'universo di Marimite, che va contro tutte le regole di decoro imposte dal Lillian. Rumorosa, estroversa, spaccona, Rosa Gigantea adora fare ciò che più desidera, prendendosi spesso gioco di coloro che le stanno accanto. Tuttavia, dietro questa facciata esteriore, Sei nasconde un passato da lupo solitario e una personalità segreta, temprata e ferita dagli eventi che l'hanno segnata durante la sua educazione al Lillian, e di cui ben pochi osano parlare. Suo è l'unico rapporto dichiaratamente yuri della serie (vissuto durante il suo secondo anno con Kubo Shiori e rievocato nella prima serie dell'anime attraverso un flashback), così come anche esclusivamente sua è la scelta di non adottare una petite sœur del primo anno durante il suo secondo anno di scuola, come tradizione vuole. Di lei vanno anche ricordate le origini americane e le fattezze da fotomodella.
Goronta
È il gatto randagio tigrato che vive nel giardino dell'Istituto Lillian. Di lui si prende cura Sei in Maria-sama ga Miteru ~ Haru.
Tōdō Shimako
È la petite sœur di Sei. Ha un carattere schivo e gentile, riflessivo, spesso remissivo ma in realtà molto perspicace, che nasconde un segreto che ritiene inconfessabile: suo padre è il bonzo di un tempio buddista. Adottata da Sei poco dopo avere iniziato il primo anno al Lillian, l'anno successivo si ritrova a capo dello Yamayurikai insieme a Sachiko e Rei (nella seconda serie dell'anime).
Torii Eriko
Eriko è Rosa Foetida durante la prima serie dell'anime. È una delle figure più rispettate di tutto il Consiglio Studentesco ed è anche la grande sœur di Rei. Quieta e riflessiva, in effetti Eriko è anche costantemente annoiata dalla routine del Lillian e dall'abilità con cui riesce a compiere le attività a cui si applica: per questo motivo, prova uno spiccato interesse per tutte le cose, le persone e le situazioni che vanno fuori dall'ordinario.
Hasekura Rei
Rei, in quanto petite sœur di Eriko, riveste inizialmente la carica di Rosa Foetida en bouton. Solo nella seconda serie, a tutti gli effetti, assumerà il ruolo di Rosa Foetida. All'apparenza, Rei rappresenta lo stereotipo del maschiaccio, ma in realtà è il suo aspetto fisico a trarre in inganno, poiché ha un carattere introverso e gentile. Sebbene pratichi il kendō, adora anche cucinare e lavorare a maglia, attività che stonano decisamente con lo stereotipo cui sembra appartenere. È anche la grande sœur di Yoshino (di cui è anche cugina di primo grado) ed il loro rapporto è fortemente ambiguo, basato sulla dicotomia dei loro caratteri che sono totalmente differenti rispetto agli stereotipi che il loro aspetto fisico richiama.
Shimazu Yoshino
All'apparenza fragile e debole, malata di cuore, Yoshino in realtà è una ragazzina ostinata e forte, dotata di un carattere deciso, prepotente ed autoritario. È la petite sœur e la cugina di primo grado di Rei ma non sopporta l'idea che il legame con lei sia qualcosa di dovuto e arriva a restituirle il rosario per portare Rei a riflettere e a far partire il rapporto su basi nuove. Dopo la ricostituzione del legame, tuttavia, Yoshino resta possessiva e morbosamente attaccata a Rei, tanto che negli omake delle due serie il rapporto fra le due assume una chiara connotazione yuri.
Nijou Noriko
È la petite sœur di Shimako, che diventa Rosa Gigantea en bouton al suo primo anno al Lillian (ovvero nella seconda serie dell'anime) per via del protrarsi delle conseguenze della scelta atipica di Sei, che fanno sì che Shimako assuma il titolo di Rosa Gigantea pur non essendo al terzo anno. Di fede buddista, Noriko è finita al Lillian quasi per caso, e a causa del proprio carattere fiero e orgoglioso si adatta alle regole e alle tradizioni del Lillian, che trova spesso inutili e incomprensibili.

### Secondari
Kanina Shizuka
Conosciuta anche come Rosa Canina, Shizuka è una delle studentesse più dotate del Lillian. Ama la musica classica ed è la punta di diamante del coro della scuola. Pur di avvicinarsi a Sei, verso la quale nutre un forte interesse, si scontrerà con Shimako per diventare Rosa Gigantea. Alla fine del secondo anno, dopo che Sei si diploma, lascerà il Lillian per poter raggiungere l'Italia e portare avanti i suoi studi di cantante lirica.
Matsudaira Tōko
Lontana parente di Sachiko, acquista un ruolo fondamentale nella seconda parte della seconda serie. Arrivista, invadente e perfida, cercherà - ma solo in apparenza - di intromettersi nella vita scolastica di Sachiko, mettendo da parte Yumi e facendola andare in crisi.
Kubo Shiori
Shiori è forse il personaggio più controverso di tutto Maria-sama ga Miteru. Dolce, gentile, posata ma troppo poco presente nell'anime perché ce ne si possa fare un'idea più precisa, è l'unica ragazza che riesce a smussare gli angoli della ribelle Sei. Combattuta fra il sentimento che prova per Sei e il desiderio di farsi suora e apparentemente decisa a scappare con lei, sceglierà infine di seguire la propria vocazione dando origine alla depressione di Sei. Compare solo nella prima serie e solo in un flashback riguardante l'anno precedente a quello frequentato dalle protagoniste.
Kashiwagi Suguru
Insieme al fratellino di Yumi, Kashiwagi è l'unico personaggio maschile il cui peso, nelle vicende, non è nullo. È cugino di primo grado di Sachiko e, per volere delle loro famiglie, anche suo promesso sposo. Sachiko tuttavia non sopporta l'idea di doverlo sposare in quanto Kashiwagi, pur disposto a sposarla per obbedire ai propri parenti, è dichiaratamente gay.
Fukuzawa Yuki
Fratello di Yumi, è paziente e disponibile, pronto ad aiutare la sorella quando lei sembra in difficoltà. È anche uno dei pochi ad aver chiaro quale tipo di sentimento lega Yumi a Sachiko, ed è vittima involontaria delle attenzioni di Kashiwagi.
Tsukiyama Minako
Presidente del club di giornalismo del Lillian, non si fa mai scrupoli per ottenere lo scoop del momento.
Takeshima Tsutako
Compagna di classe di Yumi, è membro del club di fotografia. Il suo passatempo preferito è cogliere le studentesse del Lillian in ogni tipo di situazione per immortalarle con la propria macchina fotografica.
Yamaguchi Mami
Membro del club di giornalismo, è la sorella minore di Minako.
Uzawa Mifuyu
Compagna di classe di Sachiko e sua ammiratrice fin dai tempi dell'asilo. Inizialmente gelosa di Yumi, finirà per comprendere e rispettare il forte legame che quest'ultima ha stretto con Sachiko.
Tanuma Chisato
Coetanea di Yumi, si guadagnerà un appuntamento con Rei (suscitando il disappunto e la gelosia di Yoshino). Entrerà in seguito a far parte del club di kendo.
Kasuga Seiko
L'autrice del libro "La foresta di spine", che aveva destato un forte scandalo al Lillian: si credeva che dietro al suo pseudonimo, "Suga Sei", si nascondesse Satō Sei.
Professor Yamanobe
Professore di scienze alla scuola maschile Hanadera e grande appassionato di dinosauri. Allo zoo, osservando gli elefanti, incontrerà Eriko, che comincerà a nutrire dei sentimenti per lui.
Hosokawa Kanako
Compare nella terza serie dell'anime ed è una grande fan di Yumi. Spicca, fra tutte, per la sua altezza oltremodo sopra la media.
Katō Kei
Compare brevemente nella seconda serie dell'anime ed è un'amica universitaria di Sei.
Ikegami Yumiko
L'affittuaria della casa di Katō Kei, darà una mano a Yumi per risolvere le incomprensioni con Sachiko.
Arima Nana
Quando compare, nella quarta serie, è una studentessa del terzo anno della scuola media. Yoshino, durante un torneo di kendo, farà credere ad Eriko che si tratti della sua sorella minore.

## Episodi
I titoli originali di ogni episodio comprendono oltre alla forma giapponese anche quella francese.
| Nº                                                  | Titolo italiano (traduzione letterale) Giapponese 「Kanji」 - Rōmaji - titolo francese                                                 | In onda           | In onda |
| Nº                                                  | Titolo italiano (traduzione letterale) Giapponese 「Kanji」 - Rōmaji - titolo francese                                                 | Giapponese        |         |
| Maria-sama ga Miteru (2004) (13 episodi)            | |                   |         |
| 1                                                   | Una dichiarazione problematica 「波乱の姉妹宣言」 - Haran no Shimai Sengen – "La déclaration troublante"                               | 7 gennaio 2004    |         |
| 2                                                   | Un duetto inatteso 「胸騒ぎの連弾」 - Munasawagi no Rendan – "Un duo Inattendu"                                                        | 14 gennaio 2004   |         |
| 3                                                   | La luna e il rosario 「月とロザリオ」 - Tsuki to Rozario – "La lune et le chapelet"                                                    | 21 gennaio 2004   |         |
| 4                                                   | La rivoluzione delle rose gialle 「黄薔薇革命」 - Kibara Kakumei – "La révolution des Roses Jaunes"                                    | 28 gennaio 2004   |         |
| 5                                                   | Le ragazze combattenti 「戦う乙女たち」 - Tatakau Otome-tachi – "Les jeunes filles combattantes"                                       | 4 febbraio 2004   |         |
| 6                                                   | Rosa Canina 「ロサ・カニーナ」 - Rosa Kanīna – "Rosa Canina"                                                                           | 11 febbraio 2004  |         |
| 7                                                   | Cioccolato stupefacente (parte prima) 「びっくりチョコレート・前編」 - Bikkuri Chokorēto (Zenpen) – "Chocolat Etonnant (1ère partie)"  | 18 febbraio 2004  |         |
| 8                                                   | Cioccolato stupefacente (parte seconda) 「びっくりチョコレート・後編」 - Bikkuri Chokorēto (Kōhen) – "Chocolat Etonnant (2 me partie)" | 25 febbraio 2004  |         |
| 9                                                   | La carta rossa 「紅いカード」 - Akai Kādo – "La carte Rouge"                                                                           | 3 marzo 2004      |         |
| 10                                                  | La foresta di spine 「いばらの森」 - Ibara no Mori – "Le bouquet de roses épineux"                                                     | 10 marzo 2004     |         |
| 11                                                  | Le rose bianche 「白き花びら」 - Shiroki Hanabira – "Les Roses Blanches"                                                               | 17 marzo 2004     |         |
| 12                                                  | Primo appuntamento a tre 「ファーストデートトライアングル」 - Fāsuto Dēto Toraianguru – "Le premier rendez-vous à trois"               | 24 marzo 2004     |         |
| 13                                                  | In cerca di te 「ごきげんよう、お姉さま」 - Gokigen'yō, Onē-sama – "Bonjour, ma sœur"                                                  | 31 marzo 2004     |         |
| Maria-sama ga Miteru: Printemps (2004) (13 episodi) | |                   |         |
| 1                                                   | La lunga notte 「長き夜の」 - Nagaki Yo no – "Au Cours d'une Longue Nuit"                                                              | 4 luglio 2004     |         |
| 2                                                   | La rosa gialla precipitosa 「黄薔薇まっしぐら」 - Kibara Masshigura – "La Rose Jaune Advance en Poussant"                              | 11 luglio 2004    |         |
| 3                                                   | Giorni molto indaffarati 「いと忙し日日」 - Ito Sewashi Hibi – "Les Jours Tres Occupés"                                                | 18 luglio 2004    |         |
| 4                                                   | Il testamento 「Will」 - Wiru – "Le Testtarment"                                                                                       | 25 luglio 2004    |         |
| 5                                                   | Il tempo è trascorso 「いつしか年も」 - Itsushika Toshi mo – "Le temps sést passe"                                                     | 1º agosto 2004    |         |
| 6                                                   | Mano nella mano 「片手だけつないで」 - Katate Dake Tsunaide – "La Main dans la Main"                                                   | 8 agosto 2004     |         |
| 7                                                   | Fiori di ciliegio 「チェリーブロッサム」 - Cherī Burossamu – "Les fleurs de cerises"                                                   | 15 agosto 2004    |         |
| 8                                                   | Il ciliegio fra i ginkgo 「銀杏の中の桜」 - Ichō no Naka no Sakura – "Un cerisier parmi des icho"                                      | 22 agosto 2004    |         |
| 9                                                   | Le lacrime e il rosario 「ロザリオの滴」 - Rozario no Sizuku – "Des Lrames du chapelet"                                                | 29 agosto 2004    |         |
| 10                                                  | Attenzione alle rose gialle 「黄薔薇注意報」 - Kibara Chūihō – "Prenez garde des roses jaunes"                                         | 5 settembre 2004  |         |
| 11                                                  | Blu piovoso 「レイニーブルー」 - Reinī Burū – "Un bleu pleuvieux"                                                                      | 12 settembre 2004 |         |
| 12                                                  | L’ombrello blu 「青い傘」 - Aoi Kasa – "Le parapluie blue"                                                                             | 19 settembre 2004 |         |
| 13                                                  | Con un parasole 「パラソルをさして」 - Parasoru o Sashite – "Avec un parasol"                                                          | 26 settembre 2004 |         |
| Maria-sama ga Miteru (2006-2007) - OAV (5 episodi)  | |                   |         |
| 1                                                   | Le vacanze degli agnelli 「子羊たちの休暇」 - Kohitsuji-tachi no Kyūka – "Les Vacances Des Agnelles"                                   | 29 novembre 2006  |         |
| 2                                                   | L’operazione "Codice OK" 「略してOK大作戦」 - Ryakushite Ōkē Daisakusen – "L'opèration «code OK»"                                      | 31 gennaio 2007   |         |
| 3                                                   | Brezza 「涼風さつさつ」 - Suzukaze Satsu-satsu – "Un souffle d'air frais"                                                              | 28 marzo 2007     |         |
| 4                                                   | Pronti, via! 「レディ、GO!」 - Redī, Gō! – "Allez les filles!"                                                                         | 30 maggio 2007    |         |
| 5                                                   | Ciao Sorella! 「チャオ ソレッラ!」 - Chao Sorerra!                                                                                     | 25 luglio 2007    |         |
| Maria-sama ga Miteru (2009) (13 episodi)            | |                   |         |
| 1                                                   | Shock al festival scolastico 「学園祭はショック」 - Gakuensai wa Shokku – "De choc en choc à la fête de l'école"                       | 3 gennaio 2009    |         |
| 2                                                   | Un giorno qualunque 「特別でないただの一日」 - Tokubetsu de Nai Tada no Ichinichi – "Une Journée Ordinaire"                            | 10 gennaio 2009   |         |
| 3                                                   | L'audizione delle sorelle 「妹オーディション」 - Sūru Ōdishon – "L'audition des soeurs"                                                | 17 gennaio 2009   |         |
| 4                                                   | La futura sorella 「未来の妹」 - Mirai no Imōto – "La future sœur"                                                                     | 24 gennaio 2009   |         |
| 5                                                   | Il sospiro della Rosa Rossa 「紅薔薇のため息」 - Benibara no Tameiki – "La soupir de la rose rouge"                                    | 31 gennaio 2009   |         |
| 6                                                   | Ospite a sorpresa 「予期せぬ客人」 - Yukisenu Kyakujin – "L'invitée surprise"                                                          | 7 febbraio 2009   |         |
| 7                                                   | La mappa bianca 「未来の白地図」 - Mirai no Hakuchizu – "La Carte Vierge"                                                              | 14 febbraio 2009  |         |
| 8                                                   | L'altro lato del vetro appannato 「くもりガラスの向こう側」 - Kumori Garasu no Mukō Gawa – "L'autre face de la vitre embuée"           | 21 febbraio 2009  |         |
| 9                                                   | L'attrice mascherata 「仮面のアクトレス」 - Kamen no Akutoresu – "L'actrice masquée"                                                   | 28 febbraio 2009  |         |
| 10                                                  | Il portachiavi 「キーホルダー」 - Kīhorudā – "Le porte clef"                                                                           | 7 marzo 2009      |         |
| 11                                                  | La serratura del cuore 「ハートの鍵穴」 - Hāto no Kagiana – "La serrure du cœur"                                                       | 14 marzo 2009     |         |
| 12                                                  | L'incrocio 「クリスクロス」 - Kurisukurosu – "L'entrecroisé"                                                                           | 21 marzo 2009     |         |
| 13                                                  | In cerca di te 「あなたを探しに」 - Anata o Sagashi ni – "Les retrouv ailles"                                                          | 28 marzo 2009     |         |

## Colonna Sonora
Esistono due colonne sonore tratte dall'anime, ciascuna legata ad una stagione.
| Maria-sama ga Miteru Original Soundtrack 1. Pastel pure (TV Ver.) 2. Hyakumensou 3. Maria Sama Ga Miteru no Theme ~blue 4. Maria Sama ga Miteru no Theme ~emotion 5. Kodoku 6. Yumi to Shouko no Theme ~Original Version 7. Surechigai 8. Munasawagi 9. Sonata Blue ~School Days 10. Delight 11. Pleasant time 12. Sonata Blue ~Kyoushitsu ni Te 13. Sonata Blue ~Akogare 14. Mune no Kodou 15. Tenderness 16. Inori 17. Purity 18. Tomadoi 19. Nayameru Miko Tachi 20. Omoi Wazurai 21. Mune no Itami 22. Fuan 23. Bara no Odoro 24. Kinkyuujidai 25. Serious affair 26. Yokan 27. Kinbaku 28. Lilian Gakuen 29. Aishiki Gakubisha 30. Bara no Yakata 31. Pastel pure ~Rakujitsu 32. Pastel pure ~Chiisana Kiseki 33. Pastel pure ~Nukumori 34. Itooshiki Hibi 35. Sonata Blue (TV Ver.) | Maria-sama ga Miteru ~Haru~ Original Soundtrack 1. Avant Title 2. Pastel Pure ~ vocal version (Short Mix) 3. Avec ma soeur ~ Yumi to Shouko 4. Avec ma soeur ~ Kankei 5. Yumi no Theme ~ Original Version 6. Yumi no Theme ~ Namida 7. Doushite 8. Soubou 9. Yuujou 10. Kokuhaku 11. Fuan 2 12. Tokubetsu 13. Otsukare Sama 14. Oosawagi 15. Ureshii Odoroki 16. Hot Hitoiki 17. Pastel Pure ~ Orgel 18. Kitai 19. Gishin 20. Kinchou 21. Teisatsu 22. Tsumetai Hito 23. Maria-sama no Gokago wo 24. Nazotoki 25. Tanoshii Tsutachi 26. Kirei na Hi 27. Mou Ichido 28. Bitter tears 29. Similarity 30. Shukuseki 31. Avec ma soeur ~ guitar version 32. Hitori 33. Setsunai Omoi 34. Hanareba Nare 35. Kizuna 36. Anata to Tomoki |

## Videogiochi
Esistono tre videogiochi sulla serie, sviluppati da French-Bread.
- Rosa Chinesis Four Hand, uno sparatutto.
- Lilian Fourhand: Nuclear Sœur the Fighter, gioco di combattimento.
- Maribato, gioco di combattimento bidimensionale.
- Marikaku: Maria-sama ga kakumei, un platform.